# Нептунія
Нептунія (Neptunia) — тропічний рід квіткових рослин у сім'ї гороху родини бобові (Fabaceae) підродини мімозові  (Mimosoideae).

## Види
- Neptunia amplexicaulis Domin,
- Neptunia dimorphantha Domin,
- Neptunia gracilis Benth.,
- Neptunia major (Benth.) Windler
- Neptunia monosperma F. Muell. ex Benth,
- Neptunia oleracea Lour. — мімоза водяна,
- Neptunia plena L.